# Olfe (Nuhne)
Die Olfe, auch Ölfe genannt, ist ein 11,6 km langer, orografisch nordwestlicher und orographisch linker Zufluss der Nuhne im Hochsauerlandkreis und Landkreis Waldeck-Frankenberg in Nordrhein-Westfalen und Hessen (Deutschland).

## Verlauf
Die Olfe entspringt in Nordrhein-Westfalen im Rothaargebirge westnordwestlich von Hesborn (Stadtteil von Hallenberg). Ihre Quelle liegt an der Südsüdostflanke des Bollerbergs (757,7 m ü. NHN) auf etwa 575 m Höhe.
Anfangs fließt die Olfe durch Hesborn und nimmt im Dorf den Bach Talwasser auf. Unterhalb davon münden die Dormecke (auch Diek genannt) und der Mahlbach ein. Dann verläuft sie durch Dreislar (Stadtteil von Medebach), wo ihr Die Oswinkel zufließt und wonach der Unkenbach einmündet. Hiernach durchfließt die Olfe in Hessen Neukirchen (Stadtteil von Lichtenfels), wonach ihr der Lohgraben zufließt.
Etwa 1,5 km unterhalb von Neukirchen mündet die Olfe aus Richtung Nordwesten heran fließend auf rund 315 m Höhe in den Eder-Zufluss Nuhne.

## Einzugsgebiet und Zuflüsse
Zu den Zuflüssen der Olfe, deren Einzugsgebiet 22,443 km² umfasst, gehören flussabwärts betrachtet mit orographischer Zuordnung (l = linksseitig, r = rechtsseitig), Gewässerlänge, Mündungsort und Einflussrichtung mit Olfeflusskilometer, und (wenn bekannt) Einzugsgebiet:
- Talwasser (l; 2,1 km), in Hesborn, von Nordwesten (nahe km 10,2)
- Dormecke (Diek; r; 1,7 km), unterhalb Hesborn, von Osten (nahe km 8,8)
- Mahlbach (l; 2,3 km), unterhalb Hesborn, von Westen (nahe km 7,3)
- Oswinkel (l; 1,8 km), in Dreislar, von Norden (nahe km 5,5)
- Unkenbach (r; 2,2 km), unterhalb Dreislar, von Westen (nahe km 4,5)
- Lohgraben (r; 2,4 km, 5,175 km²), unterhalb Neukirchen, von Westen (nahe km 1,0)

## Ortschaften
Zu den Ortschaften an der Olfe gehören (flussabwärts betrachtet):
- Hesborn (Stadtteil von Hallenberg)
- Dreislar (Stadtteil von Medebach)
- Neukirchen (Stadtteil von Lichtenfels)